# Tetrastigma oliviforme
Tetrastigma oliviforme är en vinväxtart som beskrevs av Jules Émile Planchon. Tetrastigma oliviforme ingår i släktet Tetrastigma och familjen vinväxter. Inga underarter finns listade i Catalogue of Life.